# Жилой дом Брониных
Жилой дом Брониных — двухэтажное здание середины XIX века постройки по улице Шашина в селе Дединово Луховицкого района Московской области. Памятник истории и культуры регионального значения. В настоящее время здание используется для нужд Дединовского музея.

## История
В селе Дединово разместился жилой двухэтажный дом Брониных, который был возведён в середине XIX века. Автор строения неизвестен. На картах населённого пункта от 1876 года этот дом уже имеется. По свидетельству местных жителей в этом доме проживала семья Брониных.
В конце XIX века с северной стороны строения была пристроена двухэтажная деревянная пристройка, предназначенная под лестничную клетку. Первоначальные интерьеры памятника архитектуры утрачены.
В настоящее время помещения дома используются под размещение экспозиции Дединовского музея, филиала МКУК ЛМР МО «Историко-художественный музей», который был открыт здесь в 1996 году.

## Архитектура
Здание представляет собой двухэтажное строение кирпичное оштукатуренное и разместившееся на красной линии площади Карла Маркса (бывшая Торговая площадь), Уличный фасад здания выходит на реку Оку. Г-образная форма здания, возведена на белокаменном гладком цоколе, перекрыта четырехскатной крышей. Асимметричную форму первого этажа имеет южный фасад строения, который состоит из трёх окон с западной стороны и арочного прохода с восточной. Междуэтажный белокаменный пояс по горизонтали расчленил южный фасад постройки.
Второй этаж здания имеет симметричную композицию, которая выделена центральным деревянным слуховым окном с треугольным фронтончиком и фланкированную по углам пилястрами. Лучковые перемычки и белокаменные подоконники имеют окна второго этажа. Сложно профилированный венчающий карниз, украшенный деревянными ажурными подзорами, завершает композицию фасада.
Стены строения выложены из кирпича.
Памятник регионального значения охраняется государством на основании постановление Правительства Московской области № 84/9 от 15 марта 2002 года.

## Дединовский музей
Помещения строения используются под размещение экспозиций Дединовского музея. Учреждение культуры было открыто в 1996 году, в год 300-летия Российского флота.
В музее представлено 4 экспозиционных зала. Посетители могут ознакомиться со знаменитыми окскими челнами, с технологией допетровского судостроения, с историей строительства первого морского корабля «Орёл».
В залах гиды рассказывают об истории появления государственного флага России, а также о дединовцах и их участии в жизни страны.